# Jan Bartoszewski

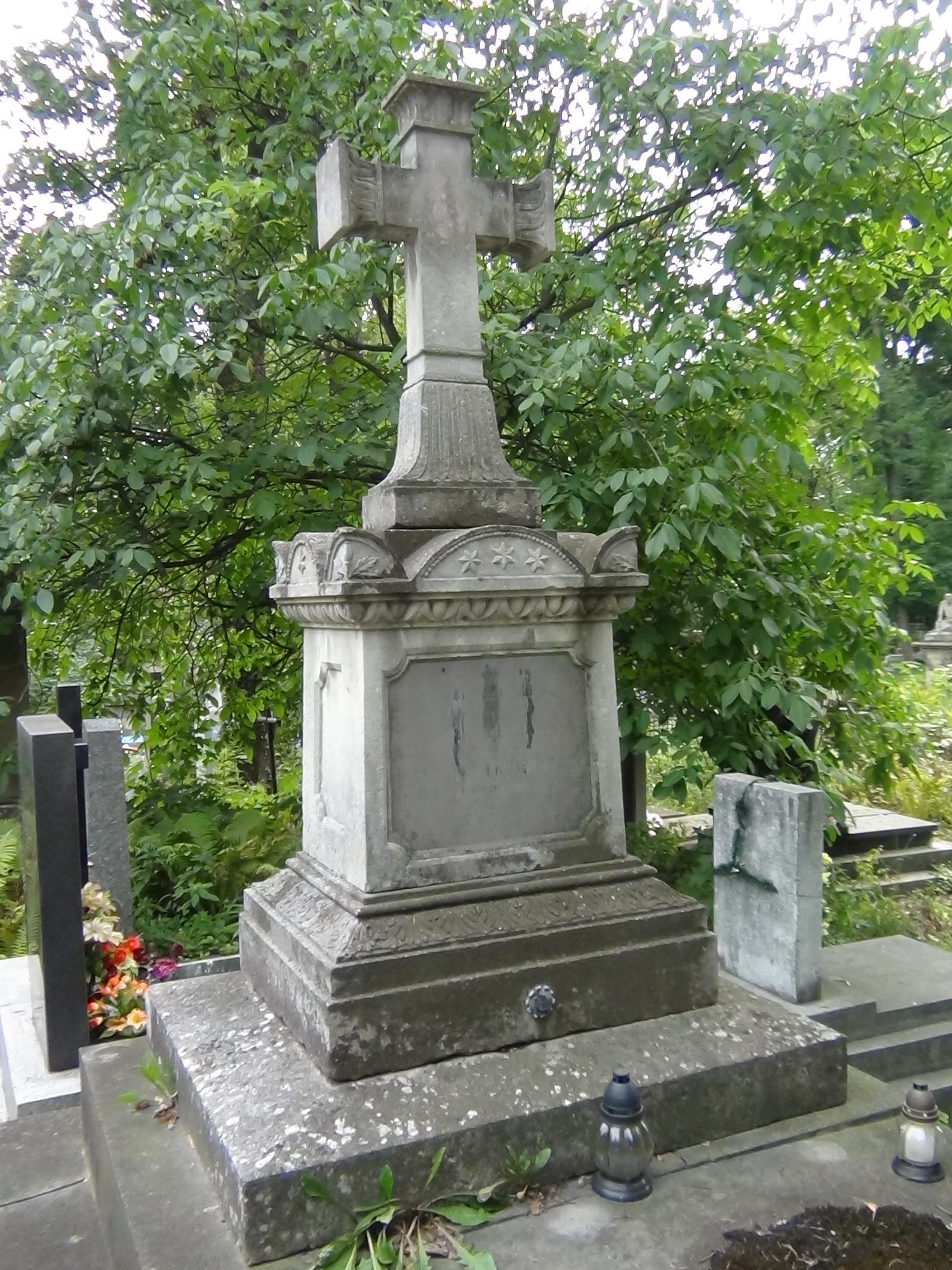
Pomnik Jana Bartoszewskiego na Cmentarzu Łyczakowskim we Lwowie

Jan Bartoszewski, ukr. Іван Бартошевський (ur. 18 stycznia 1852 we Lwowie, zm. 13 grudnia 1920 tamże) – ksiądz greckokatolicki, teolog, pedagog, profesor Uniwersytetu Lwowskiego. Autor kazań, prac teologicznych i pedagogicznych. Ojciec Jana Parandowskiego.

## Życiorys
Kształcił się w seminarium greckokatolickim Barbareum w Wiedniu. Tam też 1879 roku uzyskał stopień doktora teologii.
Po powrocie do Lwowa wykładał na wydziale teologicznym Uniwersytetu Lwowskiego teologię pastoralną i pedagogikę w języku ukraińskim. W 1919 roku jako jedyny spośród ukraińskich profesorów Uniwersytetu Lwowskiego złożył przysięgę na wierność Rzeczypospolitej Polskiej, a następnie poprosił o przejście w stan spoczynku. Zmarł 13 grudnia 1920 roku we Lwowie.
Pochowany na Cmentarzu Łyczakowskim we Lwowie.

## Kariera uniwersytecka
Wykładał na wydziale teologicznym Uniwersytetu Lwowskiego.
- 1879 – adiunkt
- 1881 – docent pastoralnej teologii.
- 1884 – profesor nadzwyczajny pastoralnej teologii.
- 1885 – profesor zwyczajny pastoralnej teologii.
- 1890 – profesor nadzwyczajny pedagogiki
- 1888/1889 i 1889/1890 – dziekan wydziału teologicznego.
- 1889/1890, 1890/1891, 1891/1892, 1894/1895, 1895/1896 i 1896/1897 – prodziekan wydziału teologicznego.
- 1905–1918 – przewodniczył seminarium homiletycznym dla studentów obrządku bizantyjsko-ukraińskiego.

## Opublikowane prace
- Проповеді недільні (Kazania niedzielne). Lwów, 1897.
- Проповеді страсні і воскресні (Kazania żałobne i wielkanocne). Lwów, 1891.
- Педагогія руска або Наука о воспитаню (Pedagogia ruska albo Nauka o wychowaniu). Lwów, 1891.
- Проповеді похоронні (Kazania pogrzebowe). Lwów, 1899.
- Проповеді празничні для сельского народа (Kazania świąteczne dla narodu wiejskiego). Lwów, 1901.
- Пасторальна теологія (Pastoralna teologia). Lwów, 1902.
- Святе Письмо Старого и Нового Завіта съ поясненями (Pismo Święte Starego i Nowego Testamentu z tłumaczeniem). Lwów, cz.І–VII, 1900–1908.
- Христіянсько-католицька педагогія або Наука о вихованю (Chrześcijańsko-katolicka pedagogia albo Nauka o wychowaniu). Lwów, 1909.
- Artykuły i opisy w czasopismach kościelnych.